# Schinznach-Bad
Pour les articles homonymes, voir Schinznach et Schinznach-Dorf.
Schinznach-Bad est une ancienne commune suisse du canton d'Argovie, située dans le district de Brugg.

Vue aérienne (1964).

## Histoire
La commune est connue sous le nom de Birrenlauf jusqu'en 1938.
Le 1er janvier 2020, la commune est rattachée à Brugg.

## Monuments et curiosités
Les thermes de Bad Schinznach remontent au XVIIe siècle pour leurs parties les plus anciennes. La Société helvétique y a tenu ses premières réunions en 1761.